# سعود فرحان
سعود فرحان (انگلیسی: Saoud Farhan؛ زادهٔ ۱۱ فوریهٔ ۱۹۹۵) یک ورزشکار است.